# Sandy Ground, Saint-Martin
Sandy Ground (en francés: Sol Sableux) es una comunidad costera del lado francés de la isla de San Martín, la cual es conocida por sus hoteles de lujo, naturaleza y playas.

## Geografía
Está ubicada del lado oeste de Saint-Martin cerca del Aeropuerto Internacional Princesa Juliana.

## Huracán Irma
La ciudad recibió severos daños por parte del huracán Irma, que fue de categoría 5 en septiembre de 2017 que causó $156 millones en daños y mató a 15 personas.